# Šiljkolika
Šiljkolika (lat. Danthoniastrum),  biljni rod iz porodice travovki. Raširen je po Europi, od Balkanskog poluotoka do Kavkaza.
Postoje tri vrste, od čega jedna i u Hrvatskoj, to je zbita šiljkolika ili D. compactum.

## Vrste
1. Danthoniastrum brevidentatum H.Scholz, Albanija. Status neizvjestan, poznat samo iz tipa, moguć sinonim za D. compactum
2. Danthoniastrum compactum (Boiss. & Heldr.) Holub, Hrvatska, Srbija-Kosovo, Albanija, Bugarska, Grčka
3. Danthoniastrum kolakovskyi Tzvelev, Gruzija (Abhazija)